# Кизилащинський сільський округ
Кизила́щинський сільський округ (каз. Кызылащы ауылдық округі, рос. Кызылащинский сельский округ) — адміністративна одиниця у складі Алакольського району Жетисуської області Казахстану. Адміністративний центр — село Жумахан Балапанов.
Населення — 1717 осіб (2021; 1696 у 2009, 1958 у 1999, 2460 у 1989).
Станом на 1989 рік існувала Жалгизагаська сільська рада (села Карасу, Кизилаша).

## Склад
До складу округу входять такі населені пункти:
| Населений пункт         | Населення, осіб (1989) | Населення, осіб (1999) | Населення, осіб (2009) | Населення, осіб (2021) |
| ----------------------- | ---------------------- | ---------------------- | ---------------------- | ---------------------- |
| Карасу, село            | 123                    | -                      | -                      | -                      |
| Жумахан Балапанов, село | 2337                   | 1958                   | 1696                   | 1717                   |